# 기타오이촌
기타오이촌(일본어: 北大井村)은 일본 나가노현 기타사쿠군에 있던 촌이다. 현재의 고모로시 중심부의 동쪽 일대, 시나노 철도선의 북쪽에 해당한다.

## 역사
- 1889년 4월 1일 - 정촌제 시행에 의해 기타사쿠군 오사토촌이 성립하였다.
- 1954년 2월 1일 - 고모로 정, 가와베 촌, 기타오이 촌과 합병해 새로운 고모로 정이 성립하여, 동일 기타오이촌은 폐지되었다.

## 교통

### 도로
- 국도 제18호선

## 참고문헌
- 大日本篤農家名鑑編纂所編『大日本篤農家名鑑』大日本篤農家名鑑編纂所、1910年。
- 『가도카와 일본 지명 대사전 20 長野県』。
- 『小諸市誌 近・現代編』小諸市教育委員会　33p